# Pachypolia
Pachypolia là một chi bướm đêm thuộc họ Noctuidae.

## Loài
- Pachypolia atricornis Grote, 1874